# Marcus Slingenberg
Marcus Slingenberg (Beerta, 21 oktober 1881 - Haarlem, 9 mei 1941), was een Nederlands advocaat en politicus. Hij was lid van de Vrijzinnig-Democratische Bond en werd wethouder, senator, gedeputeerde en minister.
Slingenberg was Groninger van geboorte; zoon van een arts. Na zijn studie werd hij advocaat in Haarlem. Hij was in die plaats wethouder en later gedeputeerde van Noord-Holland. Vanaf 1920 was hij Eerste Kamerlid. Hij werd in 1935 minister van Sociale Zaken in het kabinet-Colijn III. Hij bracht de wet inzake het algemeen verbindend en onverbindend verklaren van cao's tot stand. In het kader van de 'aanpassingspolitiek' verminderde hij steunregelingen voor werklozen.
- Biografisch Portaal: 07775915
- International Standard Name Identifier: 0000 0003 9132 4168
- Nederlandse Thesaurus van Auteursnamen: 067932177
- Parlement.com: vg09ll8n8fyr
- Virtual International Authority File: 285128202
- WorldCat: E39PBJvCWbHxhyP87GX6vqFR8C